# Коваль, Пётр Андреевич
Пётр Андреевич Коваль — советский хозяйственный и государственный деятель, лауреат Государственной премии СССР за выдающиеся достижения в труде.

## Биография
Родился в 1927 году. Член КПСС.
В 1952—1987 годах — строитель-монтажник, бригадир строительной бригады СМУ-4 Главкамчатскстроя.
Заслуженный строитель РСФСР.
Делегат XXIII съезда КПСС.
За большой личный вклад в дело внедрения сквозного поточного бригадного подряда в строительстве был в составе коллектива удостоен Государственной премии СССР за выдающиеся достижения в труде 1983 года.
Жил в Петропавловске-Камчатском.

## Награды
- Орден Октябрьской Революции
- Орден Трудового Красного Знамени (дважды, в том числе 1983)